# Dochodzenie (prawo)
Dochodzenie – uproszczona forma postępowania przygotowawczego prowadzona najczęściej przez Policję pod nadzorem prokuratora. Jeżeli prokurator uzna to za konieczne, może sam prowadzić dochodzenie. Dochodzenie może być również prowadzone przez inne niż prokuratura i Policja organy ścigania, tj. Straż Graniczną, Agencję Bezpieczeństwa Wewnętrznego, Żandarmerię Wojskową, Centralne Biuro Antykorupcyjne oraz Krajową Administrację Skarbową. Szczegółowy sposób prowadzenia dochodzenia regulują przepisy kodeksu postępowania karnego odnoszące się do śledztwa.

## Zakres przedmiotowy
Dochodzenie prowadzi się w sprawach należących do właściwości sądu rejonowego, a więc w sprawach o przestępstwa zagrożone karą nieprzekraczającą 5 lat pozbawienia wolności. Przy przestępstwach przeciwko mieniu dochodzenie prowadzi się wówczas, gdy wartość przedmiotu przestępstwa albo szkoda wyrządzona lub grożąca nie przekracza 200 000 złotych. 
Przed nowelizacją Kodeksu postępowania karnego z 1 lipca 2015 dochodzenia nie prowadziło się: 
- w stosunku do oskarżonego pozbawionego wolności w tej lub innej sprawie, chyba że zastosowano zatrzymanie lub sprawcę ujęto na gorącym uczynku lub bezpośrednio potem tymczasowo aresztowano,
- w sytuacji, gdy oskarżony był nieletni, głuchy, niemy, niewidomy lub gdy biegli lekarze psychiatrzy powołani do wydania opinii w sprawie stwierdzili, że poczytalność oskarżonego w chwili popełnienia zarzucanego mu czynu lub w czasie postępowania była wyłączona albo w znacznym stopniu ograniczona.

Ten artykuł (325c k.p.k.) został uchylony.

## Dochodzenie a śledztwo
W toku prowadzonego dochodzenia nie jest wymagane sporządzenie postanowienia o przedstawieniu zarzutów oraz wydanie postanowienia o zamknięciu dochodzenia, chyba że podejrzany jest tymczasowo aresztowany. Przesłuchanie osoby podejrzanej zaczyna się od powiadomienia jej o treści zarzutu wpisanego do protokołu przesłuchania. Osobę tę od chwili rozpoczęcia przesłuchania uważa się za podejrzanego. Dochodzenie może być ograniczone do ustalenia, czy zachodzą wystarczające podstawy do wniesienia aktu oskarżenia lub innej formy zakończenia postępowania.
Dochodzenie powinno być ukończone w ciągu 2 miesięcy. Prokurator może przedłużyć ten okres do 3 miesięcy, a w wypadkach szczególnie uzasadnionych – na dalszy czas oznaczony.

## Dochodzenie w postępowaniu cywilnym
W przypadku egzekucji zaległych świadczeń alimentacyjnych, komornik lub policja prowadzi dochodzenie w celu poszukiwania źródeł dochodu i majątku dłużnika oraz w celu ustalenia jego miejsca zamieszkania (art. 1086 § 1-3 k.p.c.).